# Klewno
Klewno (deutsch Klawsdorf) ist ein Dorf in Polen in der Woiwodschaft Ermland-Masuren. Das Dorf ist Sitz des gleichnamigen Schulzenamtes (polnisch Sołectwo) in der Gmina Reszel (Stadt- und Landgemeinde Rößel) im Powiat Kętrzyński (Kreis Rastenburg).

## Geographische Lage
Das Dorf liegt etwa einen Kilometer nordöstlich vom Stadtzentrum Reszels etwa 130 Meter über dem Meeresspiegel. Kętrzyn liegt 13 Kilometer in östlicher Richtung von Klewno. Etwa 30 Kilometer nördlich verläuft die Staatsgrenze Polens zur russischen Oblast Kaliningrad.

## Geschichte
Das Dorf wurde am 1. November 1336 auf dem Gebiet des prußischen Gebietes Lauchogede (pr. gedian: Gebüsch) lokalisiert. Der Name weist auf einen Bewuchs mit Ahornbäumen (lett. klava, lit. klevas). Die Gründer, Klausio und Susik erhielten 60 Hufe Land und eine Befreiung von Abgaben für zehn Jahre. Die Besiedlung ging nur sehr langsam voran und erst 1586 wurde das gesamte zur Verfügung stehende Land bewirtschaftet. Im 18. Jahrhundert trug das Dorf den Namen Clausdorf, dieser änderte sich aber in den folgenden Jahrhunderten zu Klawsdorf vom pruzzischen Namen Clawke oder Klawke.
1847 war Aleksander Droz Eigentümer des Dorfes. Am 9. Juli 1874 wurde Klawsdorf Amtsdorf und namensgebend für einen Amtsbezirk, der bis 1945 bestand und zum Kreis Rößel im Regierungsbezirk Königsberg (ab 1905: Regierungsbezirk Allenstein) in der preußischen Provinz Ostpreußen gehörte. Ihm waren anfangs sieben, am Ende noch zwei Dörfer zugeordnet. Am 30. September 1928 wurde der Gutsbezirk Worplack (polnisch Worpławki) nach Klawsdorf eingemeindet.
Aufgrund der Bestimmungen des Versailler Vertrags stimmte die Bevölkerung in den Volksabstimmungen in Ost- und Westpreussen am 11. Juli 1920 über die weitere staatliche Zugehörigkeit zu Ostpreußen (und damit zu Deutschland) oder den Anschluss an Polen ab. In Klawsdorf stimmten 640 Einwohner für den Verbleib bei Ostpreußen, auf Polen entfielen keine Stimmen.
Am Ende des Zweiten Weltkrieges wurde die Gegend und damit auch Klewno von der Roten Armee eingenommen. Als Ergebnis des Krieges wurde das Dorf Teil Polens. Am 17. Juli 1945 wurde es Sitz einer Landgemeinde mit elf Schulzenämtern. Das Gemeindegebiet umfasst eine Fläche von 10.940 Hektar auf welchen 2.010 Menschen lebten. Gemeindevorsteher wurde Aleksander Karpowicz. Noch im selben Jahr wurde der Gemeindesitz nach Reszel (Rößel) verlagert. 1976 wurde ein Kulturraum eingeweiht. 1973 umfasst das Schulzenamt Klewno neben Klewno selbst die Siedlungen Mojkowo (Annahof) und Wólka Ryńska (Rheindorfshof). Wólka Ryńska gehört heute zum Schulzenamt Robawy (Robawen, 1938 bis 1945 Robaben). Nach einer Verwaltungsreform in ganz Polen ist das Dorf seit 1999 Teil der Woiwodschaft Ermland-Masuren.

### Einwohnerentwicklung
1783 wurden 35 Häuser im Dorf gezählt, 1820 waren es 44.
| Jahr          | 1820 | 1848 | 1885 | 1905 | 1910 | 1933 | 1939 | 2011 |
| Einwohnerzahl | 274  | 521  | 893  | 639  | 817  | 842  | 892  | 262  |

### Amtsbezirk Klawsdorf (1874–1945)
Zum Amtsbezirk Klawsdorf gehörten bei seiner Gründung:
| Deutscher Name                | Polnischer Name | Bemerkungen                                   |
| ----------------------------- | --------------- | --------------------------------------------- |
| Kattmedien                    | Kocibórz        | 1928 in Labendzowo eingegliedert              |
| Klawsdorf                     | Klewno          |                                               |
| Labendzowo 1932–1945 Schwanau | Łabędziewo      | 1930 in den Amtsbezirk Loszainen umgegliedert |
| Ramten                        | Ramty           | 1928 in Robawen eingegliedert                 |
| Rheindorfshof                 | Wólka Ryńska    | 1928 in Robawen eingegliedert                 |
| Robawen 1938–1945 Robaben     | Robawy          |                                               |
| Worplack                      | Worpławki       | 1928 in Klawsdorf eingegliedert               |

Am 1. Januar 1945 gehörten nur noch Klawsdorf und Robaben zum Amtsbezirk Klawsdorf.

## Kirche
Bis 1945 war Klawsdorf in die evangelische Kirche Rößel in der Kirchenprovinz Ostpreußen der Kirche der Altpreußischen Union sowie in die katholische Kirche St. Peter und Paul in Rößel im damaligen Bistum Ermland eingepfarrt.
Für Klewno besteht heute wieder der Bezug zur katholischen Pfarrkirche in Reszel, jetzt im Erzbistum Ermland gelegen. Die evangelischen Kirchenglieder orientieren sich zur Pfarrei in Kętrzyn in der Diözese Masuren der Evangelisch-Augsburgischen Kirche in Polen.

## Schule
1935 gab es in Klawsdorf eine Schule mit zwei Lehrern und 118 Schulkindern. 1976 wurde eine vierklassige Grundschule eingeweiht.

## Verkehr
Von Reszel führt eine Straße nach Siemki (Scharfs), die durch Klewno verläuft.
Klewno besitzt keinen eigenen Bahnanschluss mehr. Bis zur kriegsbedingten Schließung 1945 war Klawsdorf eine Bahnstation an der Bahnstrecke Bischdorf–Neumühl. Sie wurde zum größten Teil demontiert. Die nächste Bahnstation befindet jetzt sich im zwölf Kilometer nördlich gelegenen Korsze (Korschen) bzw. im 13 Kilometer östlich gelegenen Kętrzyn (Rastenburg).
Der nächste internationale Flughafen ist der Flughafen Kaliningrad etwa 100 Kilometer nördlich von Klewno auf russischem Hoheitsgebiet. Etwa 180 Kilometer westlich liegt der Lech-Wałęsa-Flughafen Danzig, der der nächste internationale Flughafen auf polnischem Staatsgebiet ist. Der Flughafen Szczytno-Szymany liegt etwa 65 Kilometer südlich von Klewno, dieser hat aber Ende 2006 seinen Flugbetrieb eingestellt.